# Villavellid
Villavellid község Spanyolországban, Valladolid tartományban.  Lakosainak száma 53 fő (2024).

## Népesség
A település népessége az utóbbi években az alábbiak szerint változott:
| Lakosok száma | 71   | 76   | 73   | 73   | 63   | 62   | 61   | 57   | 50   | 53   |
|               | 2001 | 2004 | 2007 | 2009 | 2012 | 2014 | 2017 | 2019 | 2022 | 2024 |